# Talitrus saltator
Talitrus saltator é uma espécie de pequenos crustáceos anfípodes da família Talitridae comum nas praias arenosas do litoral do nordeste do Atlântico e do Mar Mediterrâneo, onde escava galerias na areia.
A presença de pulgas-do-mar é um indicador de reduzida perturbação humana nas zonas de praias.

## Nomes comuns
Esta espécie dá pelos seguintes nomes comuns: pulga-do-mar ou pulga-da-areia, por virtude do seu aspecto, semelhante ao das pulgas, e pelos saltos súbitos que a caracterizam.

## Taxonomia
O talitrus saltator foi descrito por George Montagu, em 1808.

### Etimologia
Do que toca ao nome científico, desta espécie:
- O nome genérico, Talitrus, que provém do latim[8] e significa «piparote; tálitro; pancada rápida com a ponta do dedo indicador ou médio, depois de ter estado apoiado com a unha contra o polegar».[9]

- O epíteto específico, saltator,[10] também vem do latim e significa «saltador».[8]

Do que toca aos nomes comuns, «pulga-do-mar», este nome fica a dever-se ao tamanho, aspecto e aos saltos que esta espécie dá para se deslocar, caracteristícas estas que a assemelham a uma pulga. 

## Descrição
São organismos de pequeno tamanho, atingindo comprimentos entre 8,2 mm e 16,5 mm de comprimento, sendo os machos ligeiramente maiores que as fêmeas, podendo atingir 16 a 25 mm de comprimento.
O corpo é em geral de coloração castanho-areia ou castanho-acinzentado ou cinzento-esverdeado, com um único par de olhos pretos. Tem um par de antenas robustas, com uma antena maior do que a outra nos machos.
Caracteriza-se pela zona do abdómen, que se encontra curvada ventralmente, entre o terceiro e o quarto segmentos, com o télson geralmente distinto.
Os típicos saltos de pulga, que o animal executa sempre que se sente ameaçado, são produzidos pela rápida flexão do abdómen, o que requer que o animal esteja apoiado sobre as pernas (os anfípodes em geral apoiam-se sobre os lados) de forma a permitir a súbita extensão do abdómen sob o corpo. Com essa flexão pode pular alguns centímetros no ar, embora sem qualquer controle sobre sua direcção. As características do animal e a facilidade com que pode ser criado em laboratório levam a que tenha sido realizada grande quantidade de investigação científica para determinar os sinais ambientais que usa para controlar o seu comportamento.
Alimenta-se de detritos orgânicos em decomposição que são depositados pelo mar na zona entremarés, especialmente restos de macroalgas. Ocorrendo em populações abundantes, constitui parte importante da alimentação de diversas espécies de peixes e aves.

## Ecologia e ciclo de vida
T. saltator passa o dia enterrado na areia, em galerias por si escavadas a uma profundidades de 10 a 30 cm, na zona intermareal, mas emerge à noite durante a vazante da maré para se alimentar.
A dieta é composta principalmente de macroalgas e outros detritos em decomposição que se acumulam nas praias ao longo da linha de preia-mar. As populações de T. saltator são uma importante fonte de alimento para peixes e para as aves marinhas arenícolas.
O acasalamento ocorre quando o fotoperíodo excede as 14 horas, o que contrasta com a generalidade dos animais da região entremarés, tais como os isópodos, que utilizam a temperatura do ar ou a temperatura do mar para determinar a evolução sazonal. O acasalamento ocorre durante a migração nocturna do animal até a praia, depois de a fêmea ter mudado de carapaça.
A postura é de 13-15 ovos que são carregados pelas fêmeas. Quando deixam o ovo, os juvenis são sensíveis a dessecação mas são incapazes de escavar uma toca, pelo que se abrigam sob as algas e outros objectos depositados sobre a praia, aglomerando-se em locais onde a humidade relativa se situe entre os 85% e os 90%. Embora os juvenis adquiram diferenciação sexual dentro de alguns meses, não contribuem para a segunda onda de reprodução no final do ano, reproduzindo-se pela primeira vez apenas no ano seguinte. As fêmeas morrem antes dos machos, durante o seu segundo inverno, sendo que os machos vivem cerca de 21 meses, em comparação com 18 meses para as fêmeas. Durante o inverno, os adultos escavam na areia até atingirem um teor de humidade de 2%, o que pode obrigá-los a cavar até 50 cm de profundidade.

## Distribuição
Talitrus saltator é encontrado nas costas do Mar do Norte e do nordeste do Oceano Atlântico, desde o sul da Noruega até ao Mar Mediterrâneo. Na maior parte da sua região de distribuição, o seu ciclo diário está fortemente ligada às marés, com as migrações diárias de até 100 m, mas onde não há marés significativas, como em partes do Mediterrâneo, guia-se por pistas visuais.